# 新霍皮奥尔斯基
新霍皮奥尔斯基（羅馬化：Novokhopyorskiy）是俄罗斯沃罗涅日州的市级镇，属新霍皮奥尔斯克区，在州府沃罗涅日东偏南方，建有铁路车站新霍皮奥尔斯基站。
该地2021年人口有7,726人；2010年人口7,774人；2002年人口7,480人。